# Charidotis terenosensis
Charidotis terenosensis es un coleóptero de la familia Chrysomelidae.
Fue descrita científicamente en 2002 por Buzzi.